# Michael Keusch
Michael Keusch (* 1955 in Calgary, Alberta) ist ein deutscher Regisseur und Fotograf sowie Drehbuchautor.

## Leben
Keusch wuchs ab dem dritten Lebensjahr in Bochum auf. Die Schulausbildung schloss er 1976 mit dem Abitur am Staatlich Humanistischen Gymnasium in Bochum ab. 1976 kehrte er im Alter von 21 Jahren nach Kanada zurück. Zunächst studierte er ab 1978 am Southern Alberta Institute of Technology (SAIT) die Fächer „Film und Fernsehen“, von 1980 bis 1983 war er in Kanada als Produzent und Regisseur für Dokumentarfilme tätig. In 1983 wurde er im Regieprogramm des American Film Institute in LA angenommen und zog im Jahr 1985 dauerhaft nach Los Angeles.
Seit 1989 inszenierte er regelmäßig Kino- und TV-Produktionen. Zuerst in den USA aktiv, ist er seit 1995 vor allem für das deutsche Fernsehen als Regisseur und Drehbuchautor für zahlreiche Fernsehfilme und Serien tätig. Unter seiner Regie entstanden TV-Movies unter anderem für RTL, Sat1, Pro Sieben und das ZDF.
Bei drei seiner Projekte arbeitete Keusch mit dem Schauspieler Steven Seagal zusammen, dieser verfasste das Drehbuch zu Attack Force.
Seit dem Jahr 2000 ist Keusch auch als Fotograf aktiv und hatte 2002 seine erste Ausstellung mit dem Titel „Looking At..L.A.“. In 2003 folgte die Ausstellung „Los Angeles vertical“.

## Filmografie (Auswahl)
- 1986: Happy Birthday, Hacker John (Kurzfilm, 24 Minuten)
- 1989: Night Club
- 1991: Lena’s Holiday
- 1992: Lightning Force (Fernsehserie, 2 Episoden)
- 1993: Grusel, Grauen, Gänsehaut (Fernsehserie, 2 Episoden)
- 1993: He’s My Girl II (Original: Anything for Love, Video)
- 1994: Double Cross – Eine heiße Intrige
- 1994: Samurai Cowboy
- 1994: Hucks unglaubliche Reise
- 1994: Wildes Land – Die Serie (Mini-Fernsehserie, 2 Episoden)
- 1995: Fatale Mutterliebe (Fernsehfilm, mit Veronica Ferres)
- 1995: Das ist Dein Ende (Fernsehfilm)
- 1995: Extreme – Das Leben am Abgrund (Fernsehserie, 2 Episoden)
- 1995: Sliders – Das Tor in eine fremde Dimension (Fernsehserie, 1 Episode)
- 1995: California Convertible
- 1996: Der Parkhausmörder (Fernsehfilm)
- 1996: Outer Limits: Die unbekannte Dimension (Fernsehserie, 1 Episode)
- 1996: Sünde einer Nacht (Fernsehfilm)
- 1996: Und tschüss! In Amerika (Fernsehfilm)
- 1997: Felix – Ein Freund fürs Leben (Fernsehfilm)
- 1997: Die Sexfalle (Fernsehfilm)
- 1997: Die Babysitterin – Schreie aus dem Kinderzimmer (Fernsehfilm)
- 1998: Liebe mich bis in den Tod (Fernsehfilm)
- 1999: Zärtliche Begierde (Fernsehfilm)
- 1999: Die Singlefalle – Liebesspiele bis in den Tod (Fernsehfilm)
- 2000: Victor – Der Schutzengel (Fernsehfilm)
- 2000: Anna H. – Geliebte, Ehefrau und Hure / Verbotene Leidenschaft – Die geheimen Träume einer Ehefrau (Fernsehfilm)
- 2001: Die heimlichen Blicke des Mörders (Fernsehfilm)
- 2001: Die Frau, die Freundin und der Vergewaltiger / Die Frau, die Freundin und das dunkle Geheimnis (Fernsehfilm)
- 2003: Crazy Race (Fernsehfilm)
- 2004: Autobahnraser
- 2004: Der Weihnachtshund
- 2006: Eine Krone für Isabell
- 2006: Attack Force
- 2006: Shadow Man – Kurier des Todes
- 2006: Zwei Bräute und eine Affäre
- 2006: Unsichtbarer Feind (Flight of Fury)
- 2008: Im Tal der wilden Rosen: Die Macht der Liebe
- 2008: Im Tal der wilden Rosen: Zerrissene Herzen
- 2008: Vier Tage Toskana (Fernsehfilm)
- 2009: London, Liebe, Taubenschlag
- 2009: Sehnsucht nach Neuseeland / Das Paradies am Ende der Welt
- 2010: Emilie Richards: Für immer Neuseeland / Zeit der Vergebung
- 2010: London, Liebe, Taubenschlag: Klapprad oder Klapperstorch
- 2011: Die Samenhändlerin
- 2011: Vorzimmer zur Hölle – Streng geheim!
- 2012: Ein Sommer im Elsass
- 2012: Ein Sommer in Schottland
- 2013: Ein Sommer in Portugal
- 2013: Vorzimmer zur Hölle – Plötzlich Boss
- 2014: Rosamunde Pilcher: Anwälte küsst man nicht
- 2016: Ein Sommer auf Sizilien (Fernsehfilm)
- 2019: Ein Sommer in Salamanca (Fernsehfilm)
- 2020: Ein Sommer in Andalusien (Fernsehfilm)